# Борис Городков
Борис Николаевич Городков е руски геоботаник, геодезист, географ, изследовател на природата на Арктика и северните райони на Русия.

## Произход и образование (1890 – 1922)
Роден е на 2 февруари 1890 година в Тоболск, Руска империя, в семейство на преподавател по литература в Тоболското духовно училище. Още от ранни години започва да се интересува от география и ботаника, когато баща му е директор на библиотеката в Тоболския музей. През 1908, след завършването на гимназията със сребърен медал, постъпва в химическия отдел на физико-математическия факултет на Петербургския университет. След като се дипломира като инженер-химик Городков постъпва в биоложкия отдел на същия факултет, но поради независещи от него причини не успява да се дипломира като биолог.
Още като ученик през 1911 – 1914 участва в експедиции в Тоболска губерния. След като завършва университета се посвещава на изучаването на растителността на Арктика. По време на Гражданската война (1917 – 1922) работи в Университета в Томск и в Селскостопанския институт в Омск. От 1920 до края на живота си работи в Ботаническия музей на Академията на науките.

## Изследователска дейност (1923 – 1937)
Городков извършва няколко комплексни експедиции в Западносибирската низина и Полярен Урал.
През юли 1923, начело на малък отряд, проследява цялото течение (544 км) на река Аган (десен приток на Об), през август и септември – цялото течение (1024 км) на река Пур, през октомври и ноември изследва вододела между реките Пур и Таз, а през декември – между Пур и Надим. За изследванията проведени по време на експедицията е награден с медал „Пржевалски“ от Всесъюзното географско дружество.
През 1924 – 1926, заедно със студента-петрограф Александър Николаевич Альошков, възглавява експедиция в Полярен Урал. Двамата тръгват от Салехард на северозапад и достигат до югоизточните части на Полярен Урал – Малък Урал (115 км, 384 м). На обратния път изследват левия приток на Об – река Соб. През 1925 изследват Урал между 66º и 66º 30`с.ш. Изясняват, че между Малък и Полярен Урал на протежение от 115 км се простира дълбока долина. Изследват левия приток на Об – река Войкар.
През 1927 ръководи комплексна експедиция на Гиданския п-ов, а в качеството си на геоморфолог е зачислен Иван Яковлевич Ермилов. В края на януари 1927 всичките участници се събират в Туруханск, от където тръгват на запад към река Таз и я проследяват до устието ѝ, където се разделят. Ермилов пресича основата на полуострова, а Городков – неговата централна част до устието на Енисей. На изследваните участъци те откриват отделни изолирани възвишения до 300 м. По материалите от топографската снимка извършена от Городков е картирана най-голямата река на полуострова – Танама (250 км). След като се съединяват в устието на Танама двата отряда дочакват там пролетта и размразяването на реките в края на юни. В североизточната част на полуострова експедицията открива системата езера Хосейн-то, Ямбу-то и др., съединени помежду си с рекички, които сливайки се образуват река Гида. Изследват южния бряг на Гиданския залив на протежение от 110 км. През октомври същата година експедицията изследва п-ов Явай и източния бряг на Гиданския залив (до Юрацкия залив), а през ноември пресича полуострова от север на юг. В резултат от събраните материали от експедицията Ермилов съставя първата достоверна карта на полуострова. Той изяснява, че по морфоложки особености Гиданския п-ов се отличава от Таймир и Северосибирската низина, и е непосредствено свързан със Западносибирската низина.
В периода 1930 – 1937 провежда ботанически изследвания в северната част на Европейска Русия, п-ов Таймир, долното течение на река Лена, п-ов Чукотка, Новосибирските о-ви, архипелага Земя на Франц Йосиф и Северна Земя. За съпоставяне на арктическата флора с високопланинската пътешества в Алтай, Памир, Кавказ, Крим и Карпатите.
За серията работи по геоботаника на Сибир и тундровата зона, през 1935 на Городков е присъдена докторска степен по биология без да защитава дисертация.

## Следващи години (1937 – 1953)
Освен с експедиционна и научна Городков развива и активна педагогическа дейност. Чете лекции в Ленинградския държавен университет и в Ленинградския педагогически институт, където е декан на географския факултет. Член е на различни дружества и институти. През 1950 е избран за почетен член на Всесъюзното ботаническо дружество, а във Всесъюзното географско дружество възглавява секцията по биогеография.
През 1950 г., по здравословни причини, Городков е принуден да изостави педагогическата дейност, но научната дейност продължава до смъртта си през 1953.

## Памет
Неговото име носят:
- връх Городков в Антарктида;
- връх Городков в Полярен Урал;
- нос Городков 81°03′ с. ш. 57°57′ и. д. / 81.05° с. ш. 57.95° и. д., най-западната точка на остров Грийли в архипелага Земя на Франц Йосиф;
- река Городков на п-ов Таймир, вливаща се в залива Фадей.

## Трудове
Резултатите от неговите изследвания са публикувани в редица трудове, по-известни от които са:
- "Опыт деления Западной-Сибирской низменности на ботанико-географические области“ (1916);
- „Растительность тундровой зоны СССР“;
- „Растительность Арктики и горных тундр СССР“ и др.